# Thiemo Fojkar

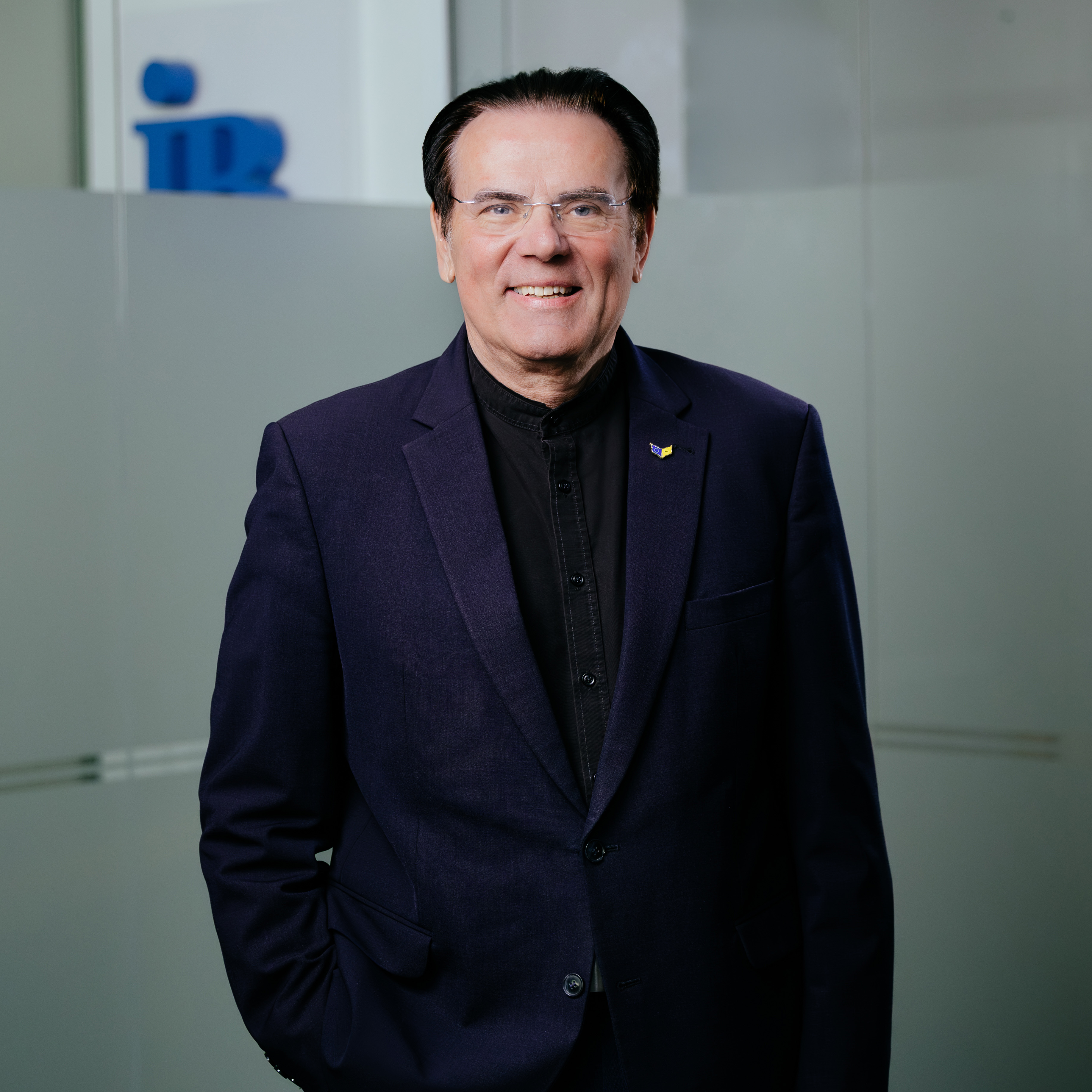
Thiemo Fojkar (2025)

Thiemo Fojkar (* 8. März 1957 in Mannheim) ist ein deutscher Manager und Bildungsfunktionär. Er ist Vorstandsvorsitzender des Internationalen Bundes (IB) und der IB-Stiftung sowie Präsident des Europäischen Verbandes Beruflicher Bildungsträger (EVBB). Darüber hinaus engagiert er sich in verschiedenen Gremien der Bildungs-, Arbeitsmarkt- und Mittelstandspolitik auf nationaler und europäischer Ebene.

## Ausbildung und berufliches Wirken
Thiemo Fojkar wuchs in Mannheim auf und besuchte dort das Lessing-Gymnasium, wo er 1976 sein Abitur ablegte. Nach seiner Schulzeit ging er als Zeitsoldat zur Bundeswehr. 1977 begann er ein Studium der Pädagogik an der Universität der Bundeswehr in München. Dieses schloss Fojkar 1981 als Diplom-Pädagoge ab. Bei der Bundeswehr war er unter anderem Chef einer Kompanie aus Leopard 2-Panzern. Er verließ die Bundeswehr 1988 als Hauptmann. Im Anschluss war er Bildungsreferent beim baden-württembergischen Verband der Metall- und Elektroindustrie (heute Südwestmetall).
Ab 1998 arbeitete Thiemo Fojkar als stellvertretender Geschäftsführer, ab 2005 als Geschäftsführer des Bildungswerks der Baden-Württembergischen Wirtschaft. Seit 2009 ist Fojkar Mitglied des Vorstands des Internationalen Bundes (IB), einem freien Träger der Jugend-, Sozial- und Bildungsarbeit mit rund 14.000 Mitarbeitenden sowie einem Jahresumsatz von 748 Millionen Euro. 2013 wurde er dessen Vorstandsvorsitzender.

## Verbands- und Gremientätigkeiten auf Bundesebene
Neben seiner hauptamtlichen Tätigkeit engagiert sich Thiemo Fojkar ehrenamtlich in verschiedenen nationalen und europäischen Gremien im Bereich Bildung, Mittelstand und europäische Zusammenarbeit.
Thiemo Fojkar ist Mitglied des Präsidiums des Bundesverband Mittelständische Wirtschaft (BVMW) und Vorstandsvorsitzender des Bundesverbands der Träger beruflicher Bildung (BBB).
In seiner Funktion als Vorstandsvorsitzender des BBB bezieht Fojkar auch zu arbeitsmarktpolitischen Fragen Stellung. So sprach er sich gemeinsam mit der Gewerkschaft ver.di in einer Pressemitteilung für ein Bundestariftreuegesetz aus.
Fojkar setzt sich in verschiedenen Verbänden für die Weiterentwicklung der beruflichen Bildung ein, so ist er etwa an der Ausarbeitung bildungspolitischer Positionen beteiligt. Als Leiter der Bildungskommission des BVMW e. V. und Vorstandsvorsitzender der Bildungsallianz wirkt er an der Entwicklung entsprechender Strategien und Forderungspapiere mit, etwa zur digitalen Bildung sowie zur beruflichen Aus- und Weiterbildung.
Darüber hinaus ist Fojkar im Vorstand der Europäischen Bewegung Deutschland (EBD) vertreten. In Hessen ist er als stellvertretender Vorsitzender des Europakomitees Hessen e.V. sowie als stellvertretender Landesvorsitzende im Landesvorstand der Europa Union Hessen aktiv.

## Weitere Mitgliedschaften und Ehrenämter
Fojkar gehört dem Beirat der Bank für Sozialwirtschaft und dem Vorstand des Deutsch-Türkischen Instituts für Arbeit und Bildung e.V. (DTI Mannheim) an. Zudem ist er Vorstandsmitglied bei SID Frankfurt sowie Beiratsmitglied der PHINEO AG Berlin. Er gehört dem Vorstand der Christlich-Demokratischen Arbeitnehmerschaft (CDA) im Kreis Bergstraße an.

## Engagement in der Bildung und Arbeitsmarktpolitik
Thiemo Fojkar ist in den Bereichen berufliche Bildung, Fachkräftesicherung und Arbeitsmarktintegration aktiv. In seiner Funktion als Vorstandsvorsitzender des Internationalen Bundes sowie als Vertreter verschiedener Fachverbände ist er regelmäßig auf Fachveranstaltungen präsent, bei denen er bildungs- und arbeitsmarktpolitische Themen adressiert. Zudem ist er Autor und Mitautor mehrerer Fachveröffentlichungen zu Themen der beruflichen Bildung, Inklusion und Fachkräftesicherung (siehe Publikationen). Thiemo Fojkar wird in Presseartikeln zu bildungs- und gesellschaftspolitischen Themen in überregionalen Zeitungen wie der Frankfurter Allgemeinen Zeitung (FAZ) und der Süddeutschen Zeitung (SZ) zitiert. In einem Gastbeitrag für den Mannheimer Morgen beschreibt er berufliche Qualifizierung als ein zentrales Mittel zur Bewältigung gesellschaftlicher Herausforderungen wie Migration und Digitalisierung.

## Publikationen
- Thiemo Fojkar u. a.: Leben lernen: Die Offene Kinder- und Jugendarbeit als Freiraum zur Entfaltung der Persönlichkeit. In: Blätter der Wohlfahrtspflege. Nr. 4. Nomos, Baden-Baden 2016, S. 141–143.
- Thiemo Fojkar: Mit Teilqualifizierungen gegen den Fachkräftemangel. In: Der Mittelstand: Das Unternehmermagazin. Nr. 4. Berlin 2022, S. 86–87.
- Thiemo Fojkar u. a.: Fachkräftemangel bekämpfen. In: Der Mittelstand: Das Unternehmermagazin. Nr. 5. Berlin 2022, S. 44–45.
- Thiemo Fojkar u. a.: Aus der Praxis: Einschätzungen des Bundesverbands der Träger der beruflichen Bildung zu beruflichen Bildungsperspektiven für Menschen mit gesundheitlichen Beeinträchtigungen – Die Rolle der beruflichen Bildungsträger. In: Sebastian Ixmeier u. a. (Hrsg.): Chancen für alle durch (berufliche) Bildung. Inklusion und Teilhabe für Menschen mit gesundheitlicher Beeinträchtigung. wbv Media, Bielefeld 2023, ISBN 978-3-7639-7637-9, S. 225–243, doi:10.3278/9783763976386.
- Thiemo Fojkar: Situationsanalyse – ein „9-D-Modell“. In: Bundesverband mittelständische Wirtschaft e. V. (Hrsg.): Zukunft Mittelstand: Perspektiven und Weckruf für die Wirtschaft. Dietz-Verlag, 2024, ISBN 978-3-8012-0679-6, S. 29–35.
- Thiemo Fojkar u. a.: Bei den Kursleitenden brennt es am meisten. In: weiter bilden. Nr. 4. wbv Media, Bielefeld 2024, S. 14–18 (die-bonn.de).